# Rachid Chouaki
Rachid Chouaki, (en arabe : رشيد شواكي), est un  général-major algérien membre de l'Armée nationale populaire. Réputé proche d'Ahmed Gaïd Salah, il est directeur de la Direction centrale de l'industrie militaire au sein du ministère de la Défense nationale. Démis de ses fonctions en 2020 puis condamné à 16 ans de prison, il meurt au sein de la prison militaire de Blida en août 2023. 

## Biographie
Rachid Chouaki est directeur des industries militaires au sein du ministère de la Défense nationale. À ce titre, il supervise l’activité industrielle de l’Armée nationale populaire algérienne et organise les fournitures de produits avec des entreprises étrangères. En 2014, il mentionne qu'il entend développer un partenarial entre ces entreprises et l'armée algérienne en favorisant l’investissement étranger qui doit permettre le développement de l’économie algérienne,. Toutefois Rachid Chouaki précise ; « la partie algérienne est majoritaire dans l'actionnariat conformément à la législation en vigueur » .
Le président de la République Abdelmadjid Tebboune met fin aux fonctions de Rachid Chouaki le 27 juin 2020. Date à laquelle plusieurs militaires hauts gradés proches du général Ahmed Gaïd Salah, décédé en décembre 2019, sont aussi démis de leur fonction,. Rachid Chouaki est remplacé par le général Salim Grid, ancien commandant de l’académie militaire de Cherchell.
Le 15 juillet 2021, après sa présentation devant le tribunal militaire de Blida, il est incarcéré dans la prison militaire de Blida. C'est le second général algérien emprisonné en une semaine avec le général-major Abdelhamid Ghriss,. Il est condamné à 16 ans de prison par le tribunal militaire de Blida. La peine est confirmée en 2023 par  le tribunal militaire d'appel de Blida. 
En août 2023, Rachid Chouaki décède au sein de la prison militaire de Blida. La raison de sa mort n'est pas connue, une autopsie doit être effectuée à l’hôpital militaire de Aïn Naâdja d'Alger.